# 5806 Archieroy
5806 Archieroy (1986 AG1) là một tiểu hành tinh vành đai chính bên trong được phát hiện ngày 11 tháng 1 năm 1986 bởi Bowell, E. ở Flagstaff.